# Brian Stann
Brian Michael Stann, född 24 september 1980, är en amerikansk före detta MMA-utövare som bland annat tävlade i organisationen Ultimate Fighting Championship.